# Les dones al jazz
Les dones han contribuït a la història del jazz, al llarg de les seues diverses èpoques, com a artistes, compositores, cantautores o directores de bandes. Algunes, com per exemple, Billie Holiday i Ella Fitzgerald, van ser famoses per la seua veu; altres van aconseguir molt menys reconeixement per contribucions com a compositores, directores de bandes i intèrprets musicals. Entre altres dones eminents del jazz, es troba la pianista Lil Hardin Armstrong i les compositores Irene Higginbotham i Dorothy Fields.

## Història

### Els Estats Units
Amb el sufragisme femení en apogeu gràcies a la ratificació de la dinovena esmena de la Constitució dels Estats Units el 18 d'agost del 1920, i el desenvolupament del moviment liberal flapper, les dones van començar a destacar entre la societat. Després del final de la Primera Guerra Mundial, a l'“Edat del Jazz", la dona va tindre major participació en la mà d'obra, i va aconseguir així una major independència. A més, hi havia moltes més oportunitats per a la dona en termes de vida social i entreteniment. Idees com la igualtat i la sexualitat lliure es van començar a estendre i les dones van assumir funcions noves. La dècada del 1920 va veure el sorgiment de moltes músiques famoses, entre les quals es troba la cantant de blues afroamericana Bessie Smith (1894–1937), que va inspirar les cantants d'èpoques posteriors, incloent-hi Billie Holiday (1915–1959) i Janis Joplin (1943–1970).
Lovie Austin (1887–1972) va ser una pianista i directora de banda. Inicialment, la pianista Lil Hardin Armstrong (1898–1971) va formar part en la banda de King Oliver junt amb Louis Armstrong i després va passar a tocar el piano tant en la banda d'aquest (the Hot Five) com en el seu següent grup (the Hot Seven). Valaida Snow (1904–1956) es va fer famosa com a trompetista i tothom la coneixia com a "Little Louis".
No va ser fins a les dècades dels 1930 i 1940 que moltes cantants com Billie Holiday van ser reconegudes com a artistes d'èxit en el món de la música. Aquestes dones es van esforçar persistentment per fer que els seus noms foren reconeguts en la indústria de la música i per obrir camí per a les moltes altres artistes posteriors.
Malgrat que la composició de jazz ha estat generalment un territori dominat pels homes, el paper d'algunes dones ha estat també important. Irene Higginbotham (1918-1988) va escriure quasi 50 cançons, la més coneguda de les quals va ser “Good Morning Heartache”. Així mateix, destacaren Ann Ronell (1905–1993) per l'èxit del 1932 “Willow Weep for Me” i la cançó de Disney del 1933 “Who’s afraid of the Big Bad Wolf?”. D'altra banda, Dorothy Fields (1905-1974) va escriure la lletra de més de 400 cançons, moltes de les quals va interpretar Duke Ellington. A més a més, va escriure amb Jerome Kern “The Way You Look Tonight”, que va guanyar l'Oscar a la millor cançó original. A banda d'això, va compondre diversos estàndards de jazz amb Jimmy McHugh, com “Exactly Like You”, “On the Sunny Side of the Street” i “I Can't Give You Anything but Love, Baby".
La cançó més famosa de Lil Hardin Armstrong, “Struttin' with Some Barbecue” s'ha gravat 500 vegades. Altres cançons destacades són “Doin' the Suzie Q", "Just for a Thrill" i "Bad Boy". Encara que Billie Holiday és coneguda per ser cantant, també és coautora amb Arthur Herzog Jr de "God Bless the Child" i "Don't Explain", i va compondre la cançó de blues “Fine and Mellow”.

## El paper de la dona
Històricament, la majoria de les artistes de jazz conegudes han sigut cantants, entre les quals destaquen Ella Fitzgerald (1917–1996), Billie Holiday, Carmen McRae (1920–1994), Dinah Washington (1924–1963), Sarah Vaughan (1924–1990), Betty Carter (1929–1998), Anita O'Day (1919–2006), Abbey Lincoln (1930–2010), Nancy Wilson (nascuda el 1937), i Diane Schuur (nascuda el 1953). No obstant això, també hi ha músiques molt importants que en alguns casos, també van ser compositores i directores musicals: 
- Toshiko Akiyoshi (pianista)
- Lovie Austin (pianista i directora musical)
- Sweet Emma Barrett (pianista)
- Carla Bley (pianista)
- Terri Lyne Carrington (bateria)
- Regina Carter (violinista de jazz)
- Alice Coltrane (arpista, compositora i directora musical)
- Shirley Horn (pianista)
- Joelle Khoury (pianista i compositora)
- Jeanette Kimball (pianista)
- Melba Liston (trombonista, arranjadora i compositora)
- Billie Pierce (pianista)
- Mary Lou Williams (pianista)
- Viola Smith (bateria)
- Frances Carroll (directora d'orquestra)

També hi ha hagut bandes de jazz formades totalment per dones, com The International Sweethearts of Rhythm o Frances Carroll & The Coquettes.

## Factors que contribueixen al poc reconeixement i participació de les dones al jazz
Segons Jessica Duchen, autora musical per al diari londinenc The Independent, es jutja massa sovint les músiques per l'aparença i no pel talent. A més a més, s'enfronten a la pressió de sortir atractives a les fotos i a l'escenari. Duchen indica que mentre que “hi ha músiques que es neguen a aparentar res, les que sí que ho fan solen tenir més èxit gràcies al seu físic”. "
Segons Edwina Wolstencroft, la redactora de UK's BBC Radio 3, encara que fa molt de temps que la indústria musical està disposada al fet que les dones participen en actuacions i espectacles, aquestes tenen menys probabilitats d'ocupar un càrrec d'autoritat, com per exemple el de directora musical. En la música popular, malgrat que hi ha moltes cantants que graven cançons, n'hi ha molt poques darrere de la taula de mescles d'àudio fent de productores musicals, que dirigeixen i administren el procés de gravació.
“Només es va publicar i escoltar la música d'algunes de tantes [cantautores] en els Estats Units durant finals del segle xix i principis del XX”. Segons Richard A. Reublin i Richard G. Beil, el “... fet que no es mencione les [cantautores] resulta una omissió vergonyosa i humiliant en el nostre patrimoni musical”." Les dones “... van lluitar per escriure i publicar la seua música en Tin Pan Alley, el món dels homes en el segle XX”. Abans, i fins i tot després, del 1900 s'esperava que “... les dones interpretaren la música, no que la crearen”. L'any 1880, el crític musical de Chicago George P. Upton va escriure Women In Music, on argumentava que “... les dones no tenien la creativitat innata necessària per a compondre bona música”, a causa d'una falta de “predisposició biològica”. Temps després, es va acceptar que les dones participaren en l'ensenyança musical i és així com van començar a formar part d'aquest àmbit “...fins al punt que les dones van predominar en l'educació musical durant la segona meitat del segle xix fins ben entrat el segle XX”. En “la música profana en paper d'abans de l'any 1825 només apareixen al voltant de 70 obres escrites per dones”. A mitjan segle xix, va sorgir un gran nombre de cantautores, entre les quals es troben Faustina Hasse Hodges, Susan Parkhurst, Augusta Browne i Marion Dix Sullivan. Cap a l'any 1900, n'hi havia moltes més, però “... moltes d'elles encara havien d'utilitzar pseudònims o les inicials” per a ocultar que eren dones.